# سام روبنسون
سام روبنسون (1948 في الولايات المتحدة - ) (بالإنجليزية: Sam Robinson)‏ هو لاعب كرة سلة أمريكي في مركز هجوم صغير الجسم.

## وصلات خارجية
- سام روبنسون على موقع سبورتس رفرنس (الإنجليزية)
- سام روبنسون على موقع كلية كرة السلة في سبورتس رفرنس.كوم (الإنجليزية)
- سام روبنسون على موقع ريلجم (الإنجليزية)